# Brett Gelman
Brett Clifford Gelman (Highland Park, 6 ottobre 1976) è un attore e comico statunitense conosciuto principalmente per aver recitato nei ruoli di Brett Mobley nella serie televisiva Eagleheart, di Hamish Crassus in Another Period e di Murray Bauman in Stranger Things.
Durante la sua carriera è inoltre stato membro del cast principale anche delle serie televisive Go On nel ruolo di Mr. K, Married nel ruolo di AJ e Fleabag nel ruolo di Martin.

## Biografia
Brett Gelman nasce a Highland Park in Illinois, un ricco sobborgo ebraico di Chicago, dove passò tutta l'infanzia. Frequenta e si diploma alla Highland Park High School, dove inizia ad avere le sue prime esperienze recitative partecipando e, in qualche caso, scrivendo alcune recite teatrali. Terminato il liceo si trasferisce a Winston-Salem in Carolina del Nord, dove frequenta l'University of North Carolina School of the Arts laureandosi in recitazione.

### Carriera
Terminati gli studi Gelman si trasferisce a New York assieme all'amico e compagno di scuola Jon Daly, dove formano il duo hip-hop Cracked Out, e dove inizia a recitare in vari spettacoli presso l'Upright Citizens Brigade Theatre (UCB) assieme al gruppo d'improvvisazione Monkey Dick e a quello di sketch comici Mr. A$$.
Verso la metà degli anni 2000 inizia ad apparire in produzioni televisive e cinematografiche. La sua prima esperienza cinematografica avviene nel 2004, anno in cui recita in una parte minore nel film Blackballed: The Bobby Dukes Story, mentre l'anno successivo appare in una puntata di The Colbert Report. Inizierà però ad apparire più assiduamente sullo schermo a partire dal 2007, anno in cui recita nel film I Love Movies diretto da Paul Soter e appare in alcuni episodi delle serie televisive Fat Guy Stuck In Internet e Human Giant.
Tra il 2010 e il 2011 recita nei film I poliziotti di riserva, 30 Minutes or Less e Harold & Kumar - Un Natale da ricordare, compare in alcuni episodi di serie televisive come Funny or Die Presents, The Back Room, Happy Endings, Curb Your Enthusiasm e Bored to Death - Investigatore per noia e doppia alcuni episodi della serie d'animazione The Life & Times of Tim. Nel 2011 entra inoltre a far parte del cast principale della serie televisiva di Adult Swim Eagleheart nel ruolo di Brett Mobley, che interpreta fino al termine della serie avvenuto nel 2014.
Nel 2012 recita in sette episodi della serie televisiva The Inbetweeners - Quasi maturi ed entra a far parte del cast principale della serie Go On nel ruolo di Mr. K, che interpreta fino alla cancellazione della serie, avvenuta nel 2013 al termine della prima stagione. Nel 2013 lo si vede nei panni del programmatore Jef Raskin nel film Jobs diretto da Joshua Michael Stern ed è nel cast del film Awful Nice di Todd Sklar; viene inoltre scelto per entrare a far parte del cast principale della serie Married nel ruolo di AJ, che interpreta fino alla cancellazione della serie avvenuta nel 2015.
Nel 2014 appare nel ruolo ricorrente di Mr. Pilaf nella serie televisiva di breve durata Bad Teacher e recita accanto a Tyler Labine, Damon Wayans Jr., Hayes MacArthur e Thomas Middleditch nel film Someone Marry Barry; viene inoltre aggiunto al cast principale della serie televisiva storica Another Period nel ruolo di Hamish Crassus, che interpreta fino al 2018 in tutte e tre le stagioni della serie. Tra il 2015 e il 2016 appare in singoli episodi di serie televisive come Fresh Off the Boat, Man Seeking Woman, The Odd Couple, Mad Men e Un diavolo di angelo, recita nei film The Night Is Young, Un weekend al limite e Flock of Dudes e interpreta il ruolo ricorrente di Ronnie in sei episodi della serie Blunt Talk.
Nel 2016 entra a far parte del cast principale della serie televisiva Fleabag, interpretando il ruolo di Martin fino alla conclusione della serie avvenuta nel 2019. Sempre nello stesso anno ottiene inoltre uno dei ruoli per cui è maggiormente conosciuto dal grande pubblico, entra infatti a far parte del cast di Stranger Things nel ruolo ricorrente del giornalista teorico del complotto Murray Bauman. Entrato nel cast durante la seconda stagione, l'attore è apparso in vari episodi anche durante la terza e nel 2020 è stato infine promosso al cast principale della serie a partire dalla quarta stagione. Tra il 2016 e il 2018 l'attore ha inoltre interpretato il ruolo ricorrente del dottor Greg Colter nella serie televisiva Love.
Nel 2017 è co-protagonista in due film, recita infatti accanto a Michael Cera nel film Lemon diretto da sua moglie Janicza Bravo e recita accanto a Mark Little in Room for Rent. Recita inoltre anche nel film Wilson e in due episodi della terza stagione di Twin Peaks. L'anno successivo recita nei film Wild Nights with Emily diretto da Madeleine Olnek e Tale padre diretto da Lauren Miller Rogen, ed entra a far parte del cast principale della serie televisiva della HBO Camping che viene cancellata dopo una sola stagione di otto episodi.
Nel 2019 recita accanto a Alba Rohrwacher, Riccardo Scamarcio e Céline Sallette nel film di Ginevra Elkann Magari e viene inserito nel cast della serie televisiva Mr. Mercedes nel ruolo ricorrente di Roland Finkelstein.
Durante la sua carriera Gelman ha avuto alcune esperienze anche come doppiatore, si può infatti sentire la sua voce in episodi di Aqua Teen Hunger Force (2012), Adventure Time (2014), Mr. Pickles (2014-2016), TripTank (2014-2016), Clarence (2016), American Dad! (2016-2018) e Jeff & Some Aliens, in cui doppia il protagonista Jeff Mahoney.

## Filmografia parziale

### Cinema
- I poliziotti di riserva (The Other Guys), regia di Adam McKay (2010)
- 30 Minutes or Less, regia di Ruben Fleischer (2011)
- Harold & Kumar - Un Natale da ricordare (A Very Harold & Kumar 3D Christmas), regia di Todd Strauss-Schulson (2011)
- Jobs, regia di Joshua Michael Stern (2013)
- Un weekend al limite (Joshy), regia di Jeff Baena (2016)
- Wilson, regia di Craig Johnson (2017)
- Lemon, regia di Janicza Bravo (2017)
- The Disaster Artist, regia di James Franco (2017) – non accreditato
- Tale padre (Like Father), regia di Lauren Miller (2018)
- Jezebel, regia di Numa Perrier (2019)
- Magari, regia di Ginevra Elkann (2019) – voce
- Senza rimorso (Without Remorse), regia di Stefano Sollima (2021)
- Metal Lords, regia di Peter Sollett (2022)
- Il talento di Mr. Crocodile (Lyle, Lyle, Crocodile), regia di Will Speck e Josh Gordon (2022)
- Circondato (Surrounded), regia di Anthony Mandler (2023)
- Boy Kills World, regia di Moritz Mohr (2023)

### Televisione
- Eagleheart – serie TV, 26 episodi (2011-2014)
- The Inbetweeners - Quasi maturi (The Inbetweeners) – serie TV, 7 episodi (2012)
- Go On – serie TV, 22 episodi (2012-2013)
- The Office – serie TV, episodio 8x20 (2012)
- Bad Teacher – serie TV, 5 episodi (2014)
- Married – serie TV, 23 episodi (2014-2015)
- TripTank – serie animata, 9 episodi (2014-2016) – voce
- Another Period – serie TV, 20 episodi (2015-2018)
- Blunt Talk – serie TV, 6 episodi (2015-2016)
- Love – serie TV, 10 episodi (2016-2018)
- American Dad! – serie animata, 6 episodi (2016-2018, 2020) – voce
- Fleabag – serie TV, 7 episodi (2016-2019)
- Twin Peaks – serie TV, episodi 1x04-1x05 (2017)
- Jeff & Some Aliens – serie animata, 10 episodi (2017) – voce
- Stranger Things – serie TV, 17 episodi (2017-2022)
- Camping – serie TV, 8 episodi (2018)
- Mr. Mercedes – serie TV, 9 episodi (2019)
- I Griffin (Family Guy) – serie animata, episodio 18x15 (2020) – voce
- Arlo il giovane alligatore (Arlo the Alligator Boy), regia di Ryan Crego – film TV (2021) – voce
- I Love Arlo (I Heart Arlo) – serie animata, 18 episodi (2021-in corso) – voce
- Inside Job – serie animata, 10 episodi (2021-in corso) – voce

## Doppiatori italiani
Nelle versioni in italiano delle opere in cui ha recitato, Brett Gelman è stato doppiato da:
- Alessandro Quarta in Love, Camping, Circondato
- Alberto Bognanni in Mr. Mercedes, Fleabag
- Sergio Lucchetti in Jobs, Twin Peaks
- Oreste Baldini ne I poliziotti di riserva
- Luca Ghignone in The Inbetweeners - Quasi maturi
- Gianluca Machelli in Mad Men
- Francesco Cavuoto in Stranger Things
- Roberto Gammino in Tale padre
- Gabriele Sabatini in Senza rimorso
- Emiliano Reggente ne Il Talento di Mr. Crocodile
- Lorenzo Scattorin in I Love Movies
- Paolo De Santis in Doggy Style: Quei bravi randagi
- Fabrizio Pucci in Arlo il giovane alligatore